# Antonio Senzatela
Antonio Senzatela Rondón (Valencia, 21 gennaio 1995) è un giocatore di baseball venezuelano che gioca nel ruolo di lanciatore per i Colorado Rockies della Major League Baseball (MLB).

## Carriera
Senzatela firmò come free agent l'8 luglio 2011 con i Colorado Rockies. Dopo avere giocato per 6 stagioni nelle minor league, riuscì ad entrare nel roster di 40 uomini dei Rockies, debuttando nella MLB il 6 aprile 2017, al Miller Park di Milwaukee contro i Milwaukee Brewers. Ad aprile ebbe un bilancio di 3 vittorie e una sconfitta, con una media PGL di 2.81 in 5 partenze come titolare, venendo premiato come miglior rookie della National League del mese. Dopo un record di 9-3 e una media PGL di 4.68 in 88⅓ inning (15 partenze come titolare), Senzatela fu spostato nel bullpen per monitorare il suo numero di inning lanciati come precauzione dopo i vari infortuni che aveva subito nella stagione precedente.

## Palmarès
- Rookie del mese della National League: 1

aprile 2017